# Jim Hogg

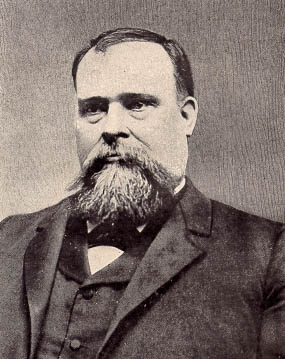
Jim Hogg

James Stephen "Jim" Hogg, född 24 mars 1851 i Cherokee County, Texas, död 3 mars 1906 i Houston, Texas, var en amerikansk demokratisk politiker. Han var den 20:e guvernören i Texas 1891–1895.
Hogg var verksam som publicist, fredsdomare och från och med 1878 som åklagare i Texas. I sitt politiska program kritiserade han storföretagens makt och fick sitt främsta stöd från jordbrukare och småföretagare. Hogg var delstatens justitieminister (Texas Attorney General) 1887–1891 och efterträdde sedan 13 januari 1891 Lawrence Sullivan Ross som guvernör. Demokraterna hade länge dominerat politiken i Texas men Hogg visade sig såpass kontroversiell att han omvaldes med en pluralitet av rösterna. Demokraterna fick mindre än 50% av rösterna i guvernörsvalet 1892 men Hogg vann ändå, eftersom Republikanska partiet och Populistpartiet splittrade sinsemellan resten av väljarunderstödet. År 1895 efterträddes Hogg som guvernör av Charles A. Culberson.
Hogg är begravd på Oakwood Cemetery i Austin. Jim Hogg County har fått sitt namn efter Jim Hogg.